# Octave Lapize

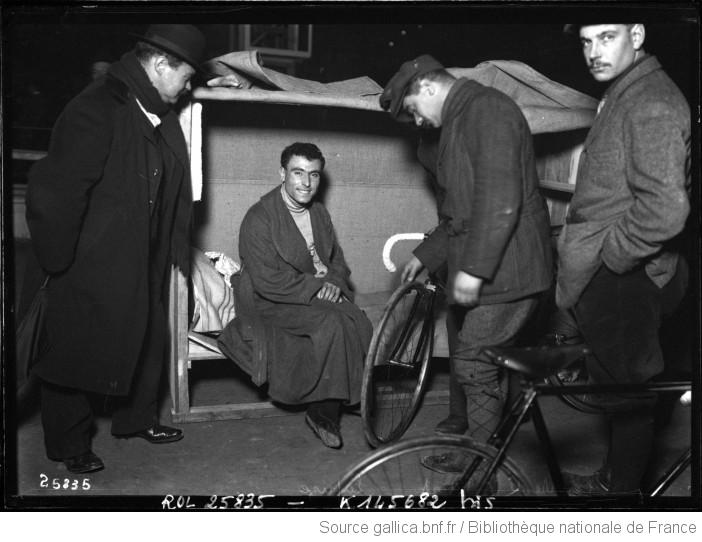
Octave Lapize descansant durant els Sis Dies de París, el 1913

Octave Lapize   (14è districte de París, 24 d'octubre de 1887 - Toul, 14 de juliol de 1917) fou un ciclista francès que va competir a començaments del segle XX.

## Biografia
Ciclista francès, fou conegut principalment per la seva victòria al Tour de França de 1910 i per la medalla de bronze als Jocs Olímpics de Londres 1908 a la prova dels 100 quilòmetres. A més a més fou tres vegades guanyador de la Paris-Roubaix, del Campionat de França en ruta i de la París-Brussel·les.
Pilot de combat de l'aviació de l'exèrcit francès, Lapize morí el dia nacional de França de 1917, en plena I Guerra Mundial quan el seu avió fou abatut a Verdun.
Dalt del Coll del Tourmalet hi ha una estàtua seva en homenatge a ser el primer ciclista a haver assolit el coll l'any 1910, en primera edició que el Tour de França passava pels Pirineus.

## Palmarès
- 1907
  -  Campió de França en ruta amateur
  - Vencedor d'una etapa a la Volta a Bèlgica amateur
- 1908
  -  als Jocs Olímpics de Londres (100 km. en línia).
- 1909
  - 1r a la París-Roubaix
- 1910
  - 1r al Tour de França i vencedor de 4 etapes
  - 1r a la París-Roubaix
- 1911
  -  Campió de França en ruta
  - 1r a la París-Roubaix
  - 1r a la París-Tours
  - 1r a la París-Brussel·les
- 1912
  -  Campió de França en ruta
  - 1r a la París-Brussel·les
  - 1r als Sis dies de Brussel·les, amb René Vandenberghe
  - Vencedor d'una etapa al Tour de França
- 1913
  -  Campió de França en ruta
  - 1r a la París-Brussel·les
- 1914
  - Vencedor d'una etapa al Tour de França

### Resultats al Tour de França
- 1909. Abandona (5a etapa)
- 1910. 1r de la classificació general. Vencedor de 4 etapes
- 1911. Abandona (4a etapa)
- 1912. Abandona (9a etapa). Vencedor d'una etapa
- 1913. Abandona (3a etapa)
- 1914. Abandona (10a etapa). Vencedor d'una etapa